# Thompson (Norfolk)
Thompson is een civil parish in het bestuurlijke gebied Breckland, in het Engelse graafschap Norfolk met 343 inwoners.